# Gołowanowskij
Gołowanowskij (ros. Головановский) – osiedle w Rosji, w obwodzie saratowskim, w rejonie bałakowskim. W 2010 liczyło 695 mieszkańców.